# فيلي كورهونين (لاعب هوكي الجليد)
فيلي كورهونين (بالفنلندية: Ville Korhonen)‏ هو لاعب هوكي الجليد فنلندي، ولد في 20 مايو 1987 في تامبيري في فنلندا.

## وصلات خارجية
- فيلي كورهونين على موقع EliteProspects.com (الإنجليزية)
- فيلي كورهونين على موقع Eurohockey.com (الإنجليزية)
- فيلي كورهونين على موقع HockeyDB.com (الإنجليزية)